# Горгоний Римский
Горгоний (IV век — Рим, IV век) — святой воин, мученик Римский. День памяти — 9 сентября.
Святой Горгоний (итал.: Gorgonio di Roma, фр.: Gorgon или Gourgon) был римским военным, мучеником во время гонений при императоре Диоклетиане.
Офицер при императорском дворе, он обратился в христианство и отказался, как и его товарищ по оружию Дорофей Никомидийский, отречься от своей веры. Оба воина были замучены и казнены в начале четвертого века. Их тела были захоронены в некрополе "у двух лавров", что на Виа Лабикана в Риме, на месте, установленном ещё в 354 году.
Впоследствии, в раннем Средневековье, возникла путаница между его земным деяниями и деяниями святого Горгония, мученика Никомедийского.
В мартирологе Иеронима на 9 сентября упоминается почитание святого Горгония в Риме на кладбище Петра и Марцеллина, что на Виа Лабикана: 
Romae via Lavicana inter duas lauros в cimiterio ejusdem natale sancti Gorgoni.
В IV веке папа Римский Дамасий I написал стихи в честь мученика Горгония.
Агиографические сочинения были составлены в Горзе в последней трети X века: панегирик и описание чудес.
Святой Горгоний почитается покровителем коммуны Чивителла-д'Альяно.
Именно Горгоний, мученик Римский, а не одноименный мученик Никомидийский, был особо почитаем в Средние века в нескольких местах Европы, где, предположительно, хранились его мощи: в Горзе, в Клюни, в Пуйоне (епархия Реймса), в Ретеле, в Сен-Горгоне (епархия Суассона) и в Миндене.
Раннее перемещение его тела произошло под присмотром епископа Меца Хродеганга, который, по преданию, якобы получил его святые мощи в подарок от папы Римского Павла I. Вернувшись в Лотарингию около 765 года, Хродеганг перенёс их в монастырь Горз. В XI веке святые мощи были перенесены из Горза в монастырь Сен-Арнуль, также недалеко от Меца.